# 古賀善次
古賀 善次（こが ぜんじ、1893年（明治26年）4月19日 - 1978年（昭和53年）3月5日）は、日本の実業家、沖縄県多額納税者。古賀商店社長。尖閣諸島所有者。

## 経歴
福岡県人、海産物商・古賀辰四郎の長男。1918年、家督を相続した。海産物輸移出商としてほとんど全県下に取引網を有した。時世の進運に伴い、組織を株式会社に変更し、自ら其社長となり、家業堅実に益々隆盛の一途を辿った。
なお業務の傍ら那覇無尽の監査役であった。その他那覇市水産会代議員、同評議員、那覇鰹節商同業組合、財団法人沖縄奨学会、沖縄県体育協会、那覇市体育協会等の各評議員として多方面に重きをなした。
1972年、南小島と北小島を埼玉県大宮の栗原國起に譲渡。1978年3月、死去。古賀善次とその妻花子の墓は、埼玉県大宮の曹洞宗大成山普門院栗原家代々の墓所にある。

## 人物
資性温恭であり実直、しかも明朗闊達な反面があり、スポーツに趣味を有した。古賀善次について栗原弘行によれば「生活ぶりはかなり質素だったと聞いている。家は雨露さえしのげれば良いという人だったようだ。石垣島の地主で金持ちのはずだが、ほとんどのお金を八重山のスポーツ振興に充てていた」という。住所は沖縄県那覇市西本町。

## 家族
古賀家
父・辰四郎は筑後国上妻郡山内村（現・福岡県八女市山内）出身である。八女地方はお茶の産地として知られ、古賀家も茶栽培を主とする農家だった。古賀家の三男だった辰四郎は、1879年、沖縄に茶の販売にきた。商売は順調に伸び、以後辰四郎は那覇に居を構えることになった。
- 父・辰四郎（1856年 - 1918年、福岡県人、海産物商、水産功労者[3]、実業家、尖閣諸島の開拓者）
- 妻・花子[1]（1898年 - 1988年、1978年に魚釣島を栗原國起に譲渡[4]）